# Adam Kraft
Adam Kraft, o Krafft (Norimberga, 1455/1460 – Schwabach, gennaio 1509), è stato uno scultore e architetto tedesco, della fase tardo gotico.

## Biografia

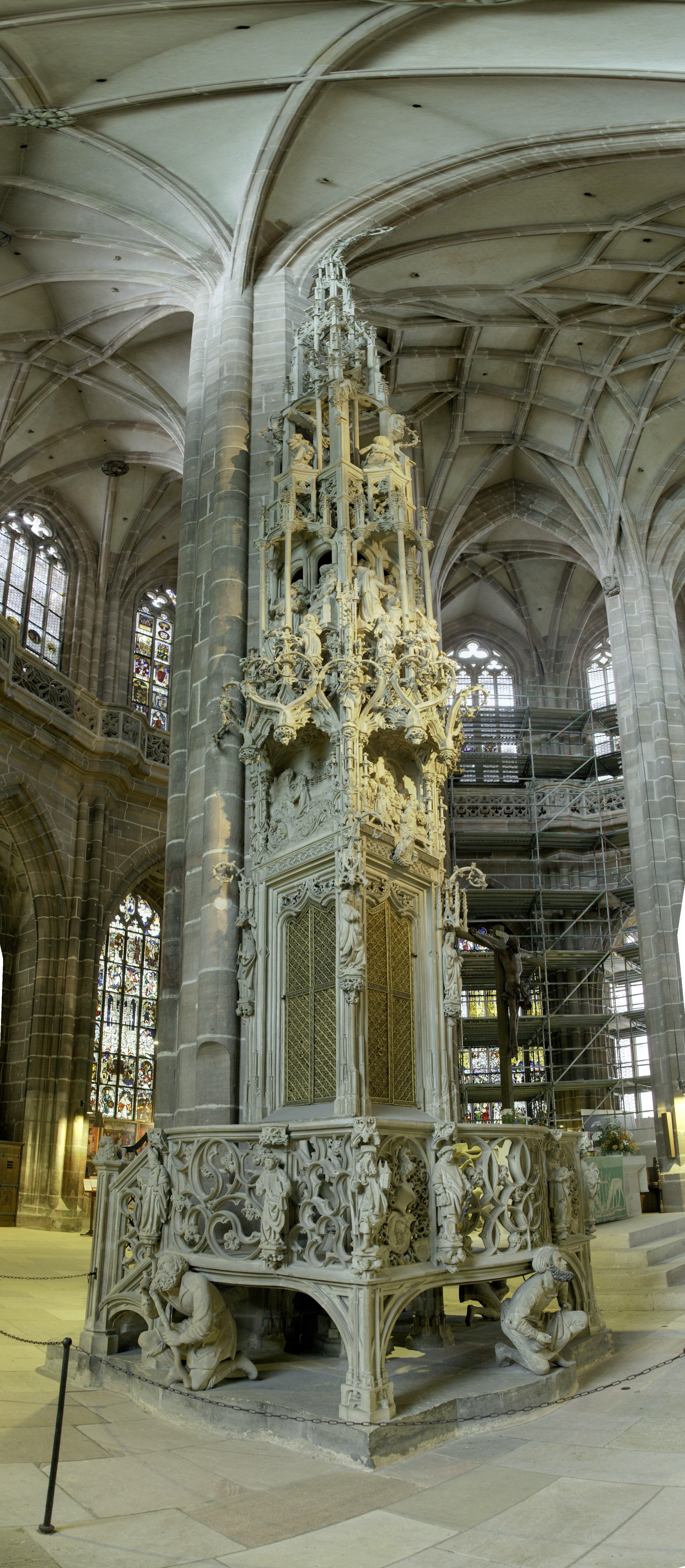
Ciborio della Chiesa di San Lorenzo, Norimberga

Kraft nacque a Norimberga, figlio di un falegname, e qualche storico dell'arte ipotizza che avrebbe iniziato la sua formazione nella cattedrale di Strasburgo e nella cattedrale di Ulma, sotto la direzione di Hans Hammer.
Ritornato a Norimberga, Kraft si sposò due volte e fondò il suo laboratorio con due o tre assistenti, ricevendo anche ordini per lavori per edifici pubblici e privati, per la progettazione di padiglioni, scale e facciate delle case di città, come il rilievo sulla porta della Wagehaus, diverse Madonne e altri pezzi puramente decorativi.
Kraft proseguì la sua formazione artistica seguendo gli insegnamenti di Peter Vischer il Vecchio e di Sebastian Lindenast, in una fase di transizione tra il tardo gotico e le novità apportate dall'arte del Rinascimento toscana e padana.
Kraft, come scultore, non operò fusioni tra i due stili ed eseguì, unendo gli elementi plastici e strutturali, opere caratterizzate dalla ricchezza e dalla fantasia tardo gotica, però moderate nelle forme, nelle composizioni, nella unitarietà, saldando decorativismo con caratterismo.
Numerose sue opere sono irreperibili e tra quelle documentate si possono menzionare la tomba Schreyer in San Sebaldo (1490-1492), con tre Storie della Passione influenzate da Rogier van der Weyden e da Dieric Bouts, filtrati tramite le esperienze alsaziane di Schongauer e quelle norimberghesi di Wolgemut; il ciborio spiralico, alto venti metri, in San Lorenzo (1493-1496), con numerose scene come l'Ultima Cena o la Passione di Cristo, figure naturalistiche e una composizione semplice, ordinata, delicata e precisa, oltre che un prominente e vivido autoritratto che sorregge il monumento; l'epitaffio Rebeck con l'Incoronazione di Maria in Marienkirche (1500); l'epitaffio Schreyer-Landau in San Sebaldo (1503); la Salita al Calvario in San Sebaldo (1506); le Stazioni della Via Crucis nel cimitero Johannisfriedhof (1505-1508), conservate parzialmente al Museo nazionale germanico di Norimberga, contraddistinte da piani di corposità piana ma dolce, grande espressività e drammaticità delle figure, dalla suggestione della spazialità profonda, dalla potenza costruttiva; tutte opere realizzate a Norimberga.
Durante la sua carriera, Kraft lavorò anche come architetto e non solamente come scultore: ad esempio realizzò per il Consiglio di Norimberga il progetto di riqualificazione del coro di San Michele sul portale ovest della Frauenkirche.